# 瓜地馬拉駐華大使館
瓜地馬拉駐華大使館（西班牙語：Embajada de Guatemala en la República de China），是危地马拉設置在中華民國臺北市的大使館，位於天母西路62巷9-1號3樓。瓜地馬拉政府在1954年設立駐華公使館，1960年時升格為大使館。